# Jacqueline Quef-Allemant
Jacqueline Quef-Allemant (15 juli 1937 - Pas-de-Calais, 21 februari 2021) was een Franse schrijfster. Ze woonde in de regio Hauts-de-France.

## Werken
- La bélandrière (1990)
- Madame de Ryck (1990)
- La maison de brique (1991)
- En pays reconquis (1999)
- De Coquelles à Coudekerque (2001)
- Promenade dans les écoles de Sangatte et Blériot Plage (2001)

- Bibliothèque nationale de France: cb12156602f (data)
- International Standard Name Identifier: 0000 0000 4516 830X
- Library of Congress Control Number: no2008117295
- Système universitaire de documentation: 030076897
- Virtual International Authority File: 2510253
- WorldCat: E39PBJjhFWPjy8Y6PxHYWhjQv3